# Segunda División de España 1982-83
La temporada 1982–83 de la Segunda División de España de fútbol corresponde a la 52.ª edición del campeonato y se disputó entre el 5 de septiembre de 1982 y el 22 de mayo de 1983.
El campeón de Segunda División fue el Real Murcia.

## Sistema de competición
La Segunda División de España 1982/83 fue organizada por la Federación Española de Fútbol (RFEF).
El campeonato contó con la participación de 20 clubes y se disputó siguiendo un sistema de liga, de modo que todos los equipos se enfrentaron entre sí, todos contra todos en dos ocasiones -una en campo propio y otra en campo contrario- sumando un total de 38 jornadas. El orden de los encuentros se decidió por sorteo antes de empezar la competición.
Los tres primeros clasificados ascendieron directamente a Primera División, y los cuatro últimos clasificados descendieron directamente a Segunda División B.

## Clubes participantes
| Datos de ascensos y descensos con respecto a la temporada anterior |
| --- |
| Cádiz CF, Hércules CF y CD Castellón descienden de Primera División. RC Celta de Vigo, UD Salamanca y CD Málaga ascienden a Primera División. Burgos CF desciende a Segunda División B. AD Almería, Levante UD y Getafe Deportivo descienden a Tercera División por motivos económicos. Barcelona Atlético, Cartagena FC, Palencia CF y Xerez CD ascienden a Segunda División. |

| Equipo                                | Ciudad                | Estadio           |
| ------------------------------------- | --------------------- | ----------------- |
| Atlético Madrileño Club de Fútbol     | Madrid                | Vicente Calderón  |
| Barcelona Atlético                    | Barcelona             | Mini Estadi       |
| Cádiz Club de Fútbol                  | Cádiz                 | Ramón de Carranza |
| Cartagena Fútbol Club                 | Cartagena             | El Almarjal       |
| Club Deportivo Castellón              | Castellón de la Plana | Castalia          |
| Castilla Club de Fútbol               | Madrid                | Ciudad Deportiva  |
| Córdoba Club de Fútbol                | Córdoba               | El Arcángel       |
| Deportivo Alavés                      | Vitoria               | Mendizorroza      |
| Real Club Deportivo de La Coruña      | La Coruña             | Riazor            |
| Elche Club de Fútbol                  | Elche                 | Nuevo Estadio     |
| Hércules Club de Fútbol               | Alicante              | José Rico Pérez   |
| Linares Club de Fútbol                | Linares               | Linarejos         |
| Real Club Deportivo Mallorca          | Palma de Mallorca     | Luis Sitjar       |
| Club Real Murcia                      | Murcia                | La Condomina      |
| Real Oviedo Club de Fútbol            | Oviedo                | Carlos Tartiere   |
| Palencia Club de Fútbol               | Palencia              | La Balastera      |
| Agrupación Deportiva Rayo Vallecano   | Madrid                | Nuevo Estadio     |
| Real Club Recreativo de Huelva        | Huelva                | Municipal         |
| Centre d'Esports Sabadell Futbol Club | Sabadell              | Nova Creu Alta    |
| Xerez Club Deportivo                  | Jerez de la Frontera  | Domecq            |

## Clasificación y resultados

### Clasificación
| Pos. | Equipo                     | Pts. | PJ | G  | E  | P  | GF | GC | Dif. | Clasificación                 |
| ---- | -------------------------- | ---- | -- | -- | -- | -- | -- | -- | ---- | ----------------------------- |
| 1    | Real Murcia C. F. (C, A)   | 54   | 38 | 22 | 10 | 6  | 68 | 30 | +38  | Ascenso a Primera División    |
| 2    | Cádiz C. F. (A)            | 47   | 38 | 18 | 11 | 9  | 56 | 37 | +19  | Ascenso a Primera División    |
| 3    | R. C. D. Mallorca (A)      | 46   | 38 | 17 | 12 | 9  | 54 | 37 | +17  | Ascenso a Primera División    |
| 4    | R. C. Deportivo La Coruña  | 46   | 38 | 19 | 8  | 11 | 58 | 36 | +22  |                               |
| 5    | Palencia C. F.             | 43   | 38 | 17 | 9  | 12 | 42 | 34 | +8   |                               |
| 6    | Castilla C. F.             | 41   | 38 | 15 | 11 | 12 | 45 | 43 | +2   |                               |
| 7    | Elche C. F.                | 41   | 38 | 14 | 13 | 11 | 51 | 38 | +13  |                               |
| 8    | Hércules C. F.             | 40   | 38 | 13 | 14 | 11 | 44 | 41 | +3   |                               |
| 9    | A. D. Rayo Vallecano       | 39   | 38 | 15 | 9  | 14 | 53 | 50 | +3   |                               |
| 10   | R. C. Recreativo de Huelva | 39   | 38 | 12 | 15 | 11 | 46 | 50 | −4   |                               |
| 11   | Barcelona Atlético         | 38   | 38 | 12 | 14 | 12 | 46 | 40 | +6   |                               |
| 12   | Real Oviedo C. F.          | 36   | 38 | 12 | 12 | 14 | 35 | 45 | −10  |                               |
| 13   | Atlético Madrileño         | 36   | 38 | 13 | 10 | 15 | 44 | 44 | 0    |                               |
| 14   | Linares C. F.              | 36   | 38 | 11 | 14 | 13 | 28 | 41 | −13  |                               |
| 15   | C. D. Castellón            | 35   | 38 | 11 | 13 | 14 | 45 | 60 | −15  |                               |
| 16   | Cartagena F. C.            | 34   | 38 | 10 | 14 | 14 | 40 | 46 | −6   |                               |
| 17   | Deportivo Alavés (D)       | 32   | 38 | 8  | 16 | 14 | 40 | 54 | −14  | Descenso a Segunda División B |
| 18   | C. E. Sabadell F. C. (D)   | 30   | 38 | 10 | 10 | 18 | 43 | 51 | −8   | Descenso a Segunda División B |
| 19   | Xerez C. D. (D)            | 25   | 38 | 9  | 7  | 22 | 36 | 56 | −20  | Descenso a Segunda División B |
| 20   | Córdoba C. F. (D)          | 22   | 38 | 6  | 10 | 22 | 30 | 71 | −41  | Descenso a Segunda División B |

 Fuente: BDFútbol
Criterios de clasificación: Puntos · Enfrentamientos directos · Diferencia de goles · Goles a favor · Play-off

### Resultados
| Local \ Visitante          | ALV | ATM | BAR | CAD | CAR | CAE | CAI | COR | DEP | ELC | HER | LIN | MLL | MUR | OVI | PAL | RAY | REC | SAB | XER |
| -------------------------- | --- | --- | --- | --- | --- | --- | --- | --- | --- | --- | --- | --- | --- | --- | --- | --- | --- | --- | --- | --- |
| Deportivo Alavés           | —   | 0–2 | 1–3 | 1–0 | 2–0 | 1–1 | 2–2 | 3–0 | 2–1 | 2–0 | 1–1 | 0–0 | 0–1 | 1–2 | 3–0 | 1–4 | 1–1 | 2–1 | 1–3 | 2–2 |
| Atlético Madrileño         | 1–1 | —   | 0–1 | 0–1 | 1–0 | 1–2 | 1–1 | 0–2 | 2–0 | 0–0 | 2–3 | 0–1 | 1–2 | 3–3 | 1–1 | 1–0 | 0–0 | 1–2 | 3–0 | 2–0 |
| Barcelona Atlético         | 1–1 | 0–1 | —   | 2–1 | 1–1 | 3–0 | 2–0 | 0–0 | 0–0 | 1–1 | 1–2 | 1–1 | 2–0 | 1–4 | 0–0 | 2–0 | 1–0 | 4–1 | 4–1 | 1–1 |
| Cádiz C. F.                | 4–0 | 2–1 | 2–1 | —   | 3–0 | 1–2 | 0–0 | 3–1 | 1–0 | 3–1 | 0–0 | 1–1 | 1–1 | 1–1 | 1–2 | 1–0 | 2–0 | 2–1 | 1–0 | 2–1 |
| Cartagena F. C.            | 0–0 | 3–1 | 0–1 | 4–3 | —   | 2–0 | 3–0 | 1–0 | 1–1 | 5–3 | 0–0 | 3–0 | 1–2 | 2–2 | 1–1 | 0–0 | 1–1 | 1–1 | 0–0 | 1–0 |
| C. D. Castellón            | 0–0 | 1–2 | 1–0 | 1–5 | 2–2 | —   | 0–1 | 3–3 | 1–1 | 2–2 | 2–2 | 2–1 | 2–1 | 2–1 | 1–0 | 2–0 | 0–0 | 0–0 | 2–0 | 2–0 |
| Castilla C. F.             | 1–1 | 2–1 | 1–1 | 0–0 | 2–1 | 1–1 | —   | 2–1 | 1–1 | 0–0 | 0–1 | 2–0 | 1–0 | 3–3 | 2–0 | 3–1 | 4–1 | 2–0 | 1–0 | 2–0 |
| Córdoba C. F.              | 3–0 | 3–1 | 2–2 | 2–2 | 0–1 | 0–0 | 1–2 | —   | 0–4 | 1–1 | 0–2 | 1–1 | 0–3 | 0–2 | 1–0 | 1–3 | 1–3 | 1–2 | 2–1 | 1–0 |
| R. C. Deportivo La Coruña  | 1–0 | 3–1 | 1–0 | 2–0 | 5–0 | 5–1 | 2–1 | 4–0 | —   | 1–0 | 2–1 | 2–0 | 3–1 | 0–1 | 3–1 | 0–2 | 1–2 | 3–1 | 3–1 | 2–0 |
| Elche C. F.                | 1–0 | 1–3 | 0–0 | 0–0 | 2–1 | 4–1 | 0–2 | 7–0 | 3–0 | —   | 2–1 | 2–0 | 1–1 | 2–0 | 4–0 | 2–2 | 2–1 | 2–1 | 2–0 | 1–0 |
| Hércules C. F.             | 2–2 | 0–0 | 1–1 | 1–2 | 2–1 | 0–0 | 0–2 | 1–1 | 2–0 | 1–0 | —   | 2–0 | 1–0 | 1–0 | 3–0 | 1–1 | 3–2 | 1–2 | 2–1 | 1–1 |
| Linares C. F.              | 2–2 | 1–2 | 0–0 | 1–1 | 1–1 | 2–0 | 1–0 | 1–0 | 0–0 | 1–0 | 2–1 | —   | 0–0 | 1–3 | 2–1 | 2–0 | 0–0 | 1–2 | 0–0 | 2–0 |
| R. C. D. Mallorca          | 2–2 | 1–2 | 2–1 | 1–2 | 2–0 | 3–2 | 3–0 | 2–0 | 3–0 | 1–1 | 0–0 | 2–0 | —   | 0–0 | 3–0 | 1–0 | 2–1 | 2–2 | 1–1 | 3–0 |
| Real Murcia C. F.          | 4–0 | 2–1 | 3–0 | 0–1 | 2–0 | 2–1 | 4–1 | 1–0 | 2–2 | 2–0 | 2–0 | 1–1 | 2–0 | —   | 4–2 | 1–0 | 1–1 | 7–0 | 1–0 | 1–0 |
| Real Oviedo C. F.          | 1–1 | 0–0 | 2–1 | 1–1 | 0–0 | 1–0 | 2–0 | 1–1 | 1–0 | 1–1 | 1–0 | 3–0 | 0–0 | 1–0 | —   | 0–0 | 2–0 | 1–1 | 3–1 | 4–0 |
| Palencia C. F.             | 1–1 | 1–1 | 2–1 | 0–2 | 1–0 | 1–1 | 1–0 | 4–0 | 1–0 | 1–0 | 2–0 | 0–1 | 0–0 | 1–0 | 4–0 | —   | 1–0 | 0–0 | 2–0 | 4–2 |
| A. D. Rayo Vallecano       | 1–2 | 1–2 | 1–4 | 3–1 | 2–1 | 1–0 | 3–1 | 2–1 | 1–2 | 1–0 | 4–3 | 4–0 | 3–1 | 1–1 | 1–0 | 2–0 | —   | 1–0 | 2–2 | 3–2 |
| R. C. Recreativo de Huelva | 1–0 | 0–2 | 1–1 | 2–1 | 1–1 | 5–3 | 0–0 | 5–0 | 1–1 | 0–0 | 1–1 | 2–0 | 2–2 | 0–0 | 1–0 | 0–1 | 1–0 | —   | 2–2 | 3–1 |
| C. E. Sabadell F. C.       | 1–0 | 3–1 | 3–0 | 1–0 | 0–1 | 5–2 | 2–1 | 1–0 | 1–2 | 1–1 | 1–1 | 0–0 | 1–2 | 0–2 | 1–2 | 5–0 | 1–1 | 1–1 | —   | 0–1 |
| Xerez C. D.                | 3–1 | 0–0 | 2–1 | 2–2 | 1–0 | 1–2 | 3–1 | 0–0 | 0–0 | 1–2 | 2–0 | 0–1 | 2–3 | 0–1 | 2–0 | 0–1 | 3–2 | 2–0 | 1–2 | —   |

## Resumen
Campeón de Segunda División:
| - Club Real Murcia |

Ascienden a Primera División:
| - Club Real Murcia | - Cádiz Club de Fútbol | - Real Club Deportivo Mallorca |

Descienden a Segunda División B: 
| - Deportivo Alavés | - Centre d'Esports Sabadell Futbol Club | - Xerez Club Deportivo | - Córdoba Club de Fútbol |